# Peter Hansen (SS-Mitglied)
Peter Adolf Caesar Hansen (* 30. November 1896 in Santiago de Chile; † 23. Mai 1967 in Viersen) war ein deutscher Offizier, zuletzt SS-Brigadeführer und Generalmajor der Waffen-SS.

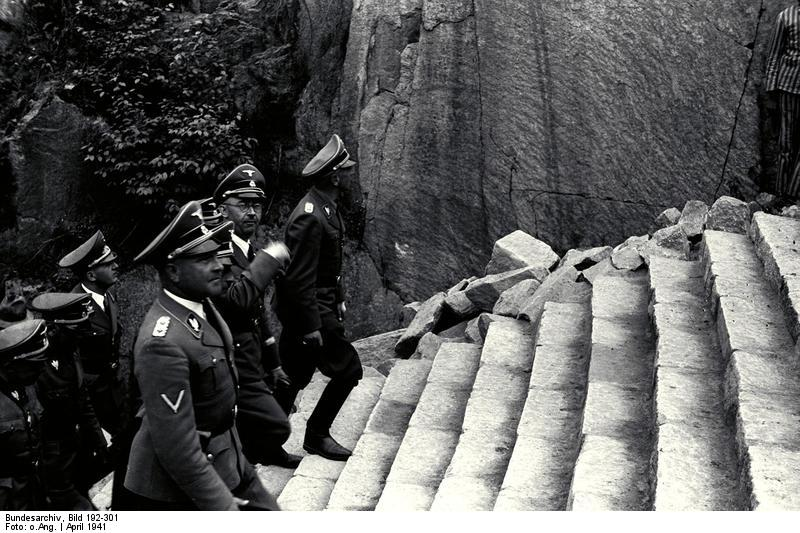
Hansen (erste Reihe, ganz links) mit Heinrich Himmler bei einem Besuch im KZ Mauthausen

## Leben

### Jugend und Erster Weltkrieg
Nachdem er 1901 nach Deutschland zurückgekehrt war, machte er 1914 sein Abitur und trat kurz darauf als Fahnenjunker in das Königlich Sächsische Feld-Artillerie-Regiment Nr. 48 ein. Erst 1916 kam er an die Westfront und später an die Ostfront, wo er im Sommer selbigen Jahres zum Leutnant befördert und zum Chef einer Batterie ernannt worden war. Bis 1918 wurde er außerdem als Nachrichtenoffizier und Bataillonsadjutant eingesetzt und erhielt beide Klassen des Eisernen Kreuzes.

### Nationalsozialismus
Nach dem Krieg kehrte er nach Chile zurück, wo er bis 1933 blieb. Nach der Machtergreifung der Nationalsozialisten kehrte er nach Deutschland zurück, wo er zum 1. Mai 1933 der NSDAP (Mitgliedsnummer 2.860.864) und der SS (SS-Nummer 129.846) beitrat und dem SS-Oberabschnitt Mitte zugeteilt wurde. Innerhalb der SS erreichte er 1935 den Rang eines SS-Untersturmführers, trat im August selbigen Jahres jedoch aus der SS aus und wurde als Hauptmann Chef der Artilleriebatterien in Naumburg, Sachsen-Anhalt, später auch in Meißen und Leipzig. In Leipzig wurde Hansen kurz darauf Major und Kommandeur einiger Einheiten des Artillerie-Regiments Nr. 50.
Am 1. Juni 1939 verließ er die Wehrmacht und trat als SS-Obersturmbannführer in die SS-Verfügungstruppe ein, bei der er einige Monate später als SS-Standartenführer das neu aufgestellte SS-Artillerie-Regiment im Polenfeldzug als Teil der Panzer-Division Kempf befehligte. Er blieb Kommandeur bis zum 14. August 1941, wo er durch SS-Standartenführer Günther Merk abgelöst wurde. Aus diesem Regiment sollte später die 2. SS-Panzer-Division „Das Reich“ hervorgehen. Als SS-Oberführer wurde Hansen dann in das Büro des SS-Führungshauptamts versetzt, wo er für die Unteroffiziere zuständig war. Kurz darauf wurde er Inspekteur der Feldartillerie der Waffen-SS und war außerdem bis zum 25. Februar 1943 Leiter der Offiziersausbildungen. Bereits am 30. Januar 1942 hatte er seine Beförderung zum SS-Brigadeführer und Generalmajor der Waffen-SS erhalten.
Am 25. Februar 1943 an die Ostfront versetzt, wurde er mit der Aufstellung der Lettischen SS-Freiwilligen-Legion beauftragt, die bald zur 15. Waffen-Grenadier-Division der SS (lettische Nr. 1) formiert und zu deren erster Kommandeur er ernannt wurde. Er behielt das Kommando jedoch nur bis Anfang Mai 1943 und wurde durch SS-Gruppenführer Carl von Pückler-Burghauss ersetzt.
Danach wurde er zum SS-Führungshauptamt zurückbeordert, wo er bis Anfang August 1943 die Offiziersausbildung leitete. Dann kam er als Artilleriechef des Korps zum IV. SS-Panzerkorps unter SS-Obergruppenführer Alfred Wünnenberg, wo er aber nur kurz blieb, da er im September selbigen Jahres wegen Krankheit ausgemustert wurde.
Nach seiner Genesung übernahm Hansen im Oktober 1943 auf Himmlers Befehl das Kommando über die Milizia Armata Polizei, aus der später die 29. Waffen-Grenadier-Division der SS (italienische Nr. 1) hervorging. Nach seiner Ablösung durch SS-Brigadeführer Gustav Lombard wurde er Korpsartilleriekommandeur des VII. SS-Panzerkorps unter SS-Obergruppenführer Matthias Kleinheisterkamp. Im Mai 1944 wurde SS-Brigadeführer Kurt Brasack sein Nachfolger.
Nach einer kurzzeitigen Versetzung in die Reserve der Waffen-SS kam er als Korpsartilleriekommandeur erst im Juli 1944 zum II. SS-Panzerkorps, dann zum I. SS-Panzerkorps. Danach wurde Hansen Stabschef des XVIII. SS-Armeekorps unter SS-Obergruppenführer Georg Keppler. Diese Position hatte er bis April 1945 inne, als er wegen Krankheit durch Oberstleutnant Kurt Gerber ersetzt wurde.

### Nachkriegszeit
Im Mai 1945 geriet Hansen in französische Kriegsgefangenschaft und wurde zu seiner Genesung in ein Lazarett gebracht. In der Nachkriegszeit versuchte er, mit ehemaligen lettischen SS-Veteranen in Kontakt zu bleiben, was ihm aufgrund seiner Beliebtheit bei diesen Soldaten gelang. Hansen starb 1967 in Viersen am Niederrhein.

## Archivalische Überlieferung
Im Bundesarchiv Berlin-Lichterfelde hat sich in den SS-Führerpersonal-Akten eine Personalakte über Hansen erhalten (R 9361-III/528964). Außerdem existiert, ebenfalls im Bundesarchiv, sein Buch Die SS-Verfügungstruppe in Polen.